# Tjipekapora Herunga
Tjipekapora Herunga (sinh ngày 1 tháng 1 năm 1988 tại Ehangono) là một vận động viên chạy nước rút người Namibia, chuyên về 400 mét. Cô đại diện cho đất nước của mình tại Thế vận hội Mùa hè 2012 cũng như hai Giải vô địch thế giới ngoài trời và hai trong nhà.
Cô là người giữ kỷ lục quốc gia của đất nước mình trong 400 mét cả ngoài trời và trong nhà.

## Thành tích giải đấu
| Năm                  | Giải đấu                   | Địa điểm                           | Thứ hạng             | Nội dung             | Chú thích            |
| Representing Namibia | Representing Namibia       | Representing Namibia               | Representing Namibia | Representing Namibia | Representing Namibia |
| -------------------- | -------------------------- | ---------------------------------- | -------------------- | -------------------- | -------------------- |
| 2005                 | World Youth Championships  | Marrakech, Morocco                 | 35th (h)             | 800 m                | 2:19.93              |
| 2007                 | All-Africa Games           | Algiers, Algeria                   | 7th                  | 400 m                | 53.13                |
| 2008                 | African Championships      | Addis Ababa, Ethiopia              | 11th (sf)            | 400 m                | 54.00                |
| 2010                 | World Indoor Championships | Doha, Qatar                        | 19th (h)             | 400 m                | 55.40                |
| 2010                 | African Championships      | Nairobi, Kenya                     | 22nd (h)             | 400 m                | 57.03                |
| 2011                 | World Championships        | Daegu, South Korea                 | 29th (h)             | 400 m                | 54.08                |
| 2011                 | All-Africa Games           | Maputo, Mozambique                 | 3rd                  | 200 m                | 23.50                |
| 2011                 | All-Africa Games           | Maputo, Mozambique                 | 3rd                  | 400 m                | 51.84                |
| 2012                 | African Championships      | Porto Novo, Benin                  | 6th                  | 200 m                | 23.92                |
| 2012                 | African Championships      | Porto Novo, Benin                  | –                    | 400 m                | DQ                   |
| 2012                 | Olympic Games              | London, United Kingdom             | 20th (sf)            | 400 m                | 52.53                |
| 2013                 | World Championships        | Moscow, Russia                     | 19th (h)             | 400 m                | 52.28                |
| 2015                 | IAAF World Relays          | Nassau, Bahamas                    | 16th (h)             | 4 × 400 m relay      | 3:41.47              |
| 2015                 | African Games              | Brazzaville, Republic of the Congo | 10th (h)             | 200 m                | 23.81                |
| 2015                 | African Games              | Brazzaville, Republic of the Congo | 3rd                  | 400 m                | 51.55                |
| 2016                 | World Indoor Championships | Portland, United States            | –                    | 400 m                | DQ                   |
| 2018                 | African Championships      | Asaba, Nigeria                     | 21st (h)             | 400 m                | 55.90                |

## Thành tích cá nhân tốt nhất
Ngoài trời
- 200 mét - 23,40 (+0,4   m / s, Pretoria 2012)
- 400 mét - 51,24 (Pretoria 2012) NR
- 800 mét - 2: 16,52 (Windhoek 2005)

Trong nhà
- 400 mét - 55,40 (Doha 2010) NR